# Ligne de Clermont-Ferrand à Saint-Just-sur-Loire
La ligne de Clermont-Ferrand à Saint-Just-sur-Loire est une ligne ferroviaire française reliant Clermont-Ferrand à l'ancienne gare de Saint-Just-sur-Loire, en direction de la Saint-Étienne-Châteaucreux.
Elle constitue la ligne no 784 000 du réseau ferré national.

## Historique

### Origine

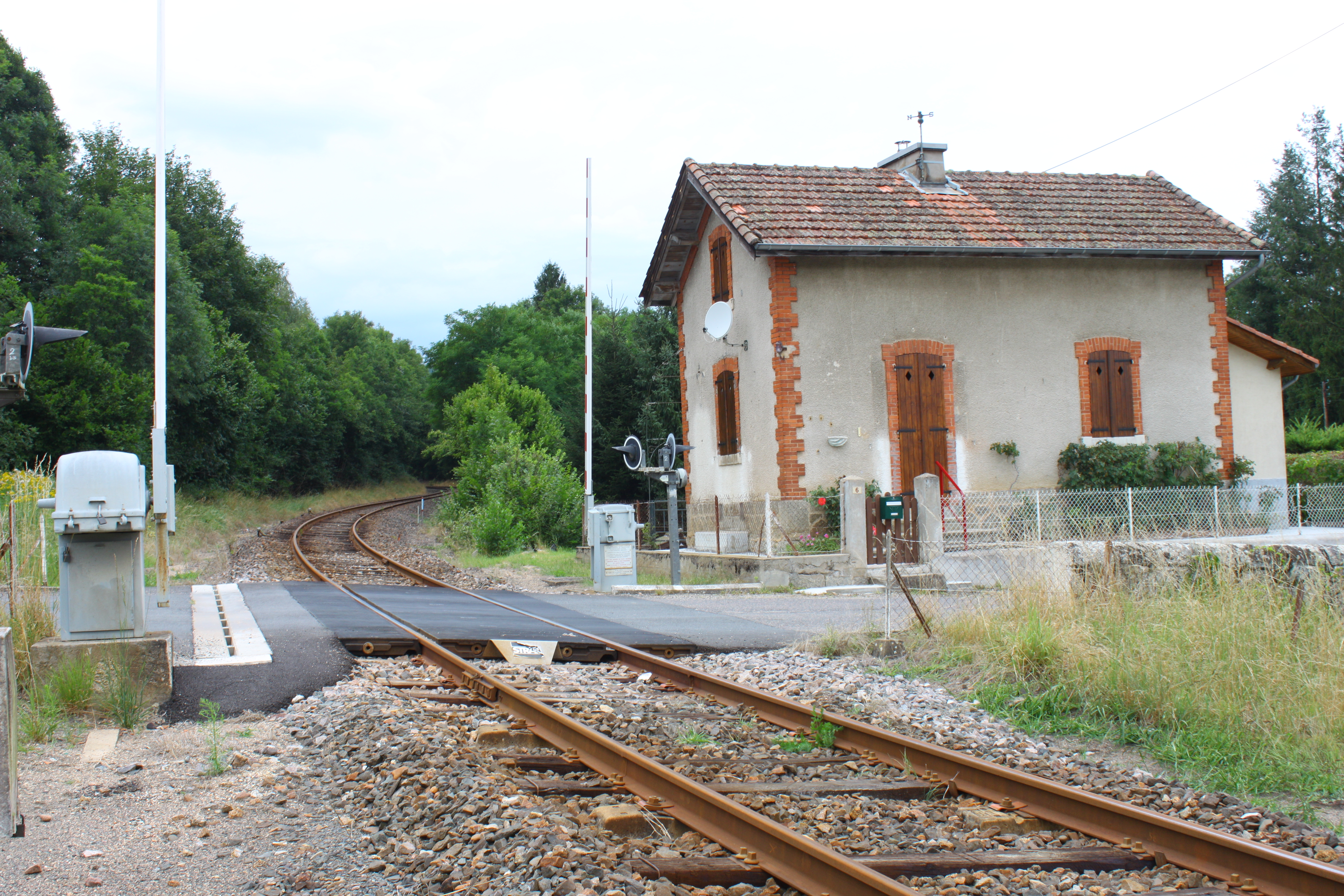
P.N. 61 à Saint-Julien-la-Vêtre.

Le tronçon entre Saint-Just-sur-Loire et Andrézieux est issu de la concession par ordonnance royale du 26 février 1823 de la ligne de Saint-Étienne à Andrézieux, première voie ferrée construite en France. Cette ligne a été mise en service le 30 juin 1827 par la Compagnie du chemin de fer de Saint-Étienne à la Loire. Elle a connu plusieurs rectifications de tracé, notamment à la suite du rachat de la compagnie par Compagnie des chemins de fer de jonction du Rhône à la Loire acté par une loi le 10 juin 1853. Elle est ensuite passée aux mains de la Compagnie du chemin de fer Grand-Central de France qui sera démantelé en 1857 au profit de la Compagnie du chemin de fer de Paris à Orléans et de la Compagnie des chemins de fer de Paris à Lyon et à la Méditerranée. Cette dernière récupérera notamment la concession de la ligne de Saint-Étienne à Andrézieux lors de sa constitution par la convention signée le 11 avril 1857 entre le ministre des Travaux publics et les Compagnie du chemin de fer de Paris à Lyon et Compagnie du chemin de fer de Lyon à la Méditerranée. Cette convention est approuvée par décret le 19 juin 1857. Cette même convention concède à la compagnie une ligne d'Andrézieu à Montbrison.
La section de Clermont-Ferrand à Montbrison a été déclarée d'utilité publique le 14 juin 1861. Elle a été concédée à la Compagnie des chemins de fer de Paris à Lyon et à la Méditerranée par une convention entre le ministre secrétaire d'État au département de l'Agriculture du Commerce et des Travaux publics et la compagnie signée le 1er mai 1863. Cette convention a été approuvée par un décret impérial le 11 juin 1863. La section d'Andrézieux à Montbrison avait été concédée à titre éventuel à la même compagnie le 19 avril 1857. Elle a été déclarée d'utilité publique le 20 juin 1861 rendant ainsi la concession définitive.

### Histoire de l'exploitation de la ligne dans le Forez
Le chemin de fer est aménagé dans la plaine du Forez au cours de la seconde moitié du XIXe siècle, et ce sont les vallées du Lignon et de l'Anzon qui sont choisies pour le tracé de la ligne exploitée par la compagnie Paris-Lyon-Marseille. Le chemin de fer apporte un renouveau économique au canton. Certaines communes obtiennent alors une gare, dont l'implantation est parfois un sujet d'âpres discussion (par exemple en 1865 à Marcilly-le-Châtel, le conseil municipal refuse le premier site proposé, situé trop loin du bourg). Certaines gares ont pu connaître un assez grand développement pour le transport des marchandises, et être à l'origine de la création d'un écart ou "quartier" avec entrepôts, café et hôtels de voyageurs : quartier de la gare à L'Hôpital-sous-Rochefort (gare achevée en 1877), quartier de la Gare, au lieu-dit Les Places à Sail-sous-Couzan. Au nord de Montbrison, seule la gare de Boën est encore en activité (essentiellement pour le transport des voyageurs en trains régionaux). Les autres gares ont été transformées en maisons d'habitation sauf pour la gare de Sail-sous-Couzan qui a été démolie au début des années 1990.

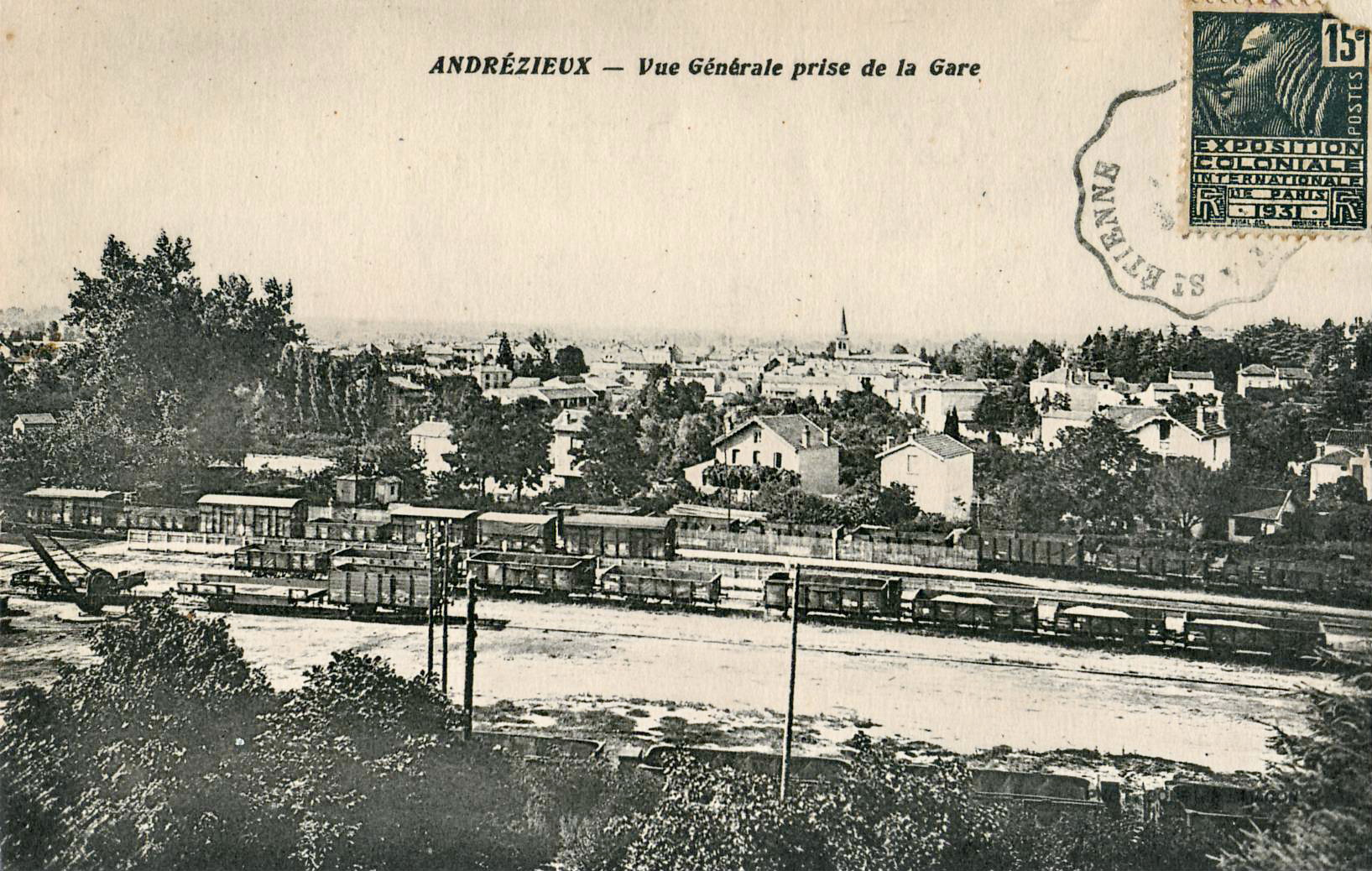
La gare d'Andrézieux, au début des années 1930.

### Modernisation et avenir de la ligne

#### Ouverture d'une nouvelle halte
Fin 2011, une nouvelle halte a été ouverte à la circulation des voyageurs pour assurer une correspondance avec les transports aériens avec l'aéroport de Clermont-Ferrand-Auvergne, puis en 2012 avec les transports urbains, avec la ligne 20, desservant également la ville d'Aulnat.
Indépendamment de la création de cette halte, les gares de Pont-du-Château, de Vertaizon et de Thiers ont été aménagées pour les personnes à mobilité réduite. Un poste de commande informatisé a été mis en service en juin 2012 à Vertaizon.

#### Une ligne en développement puis menacée
En 1951, il existait deux allers-retours entre Clermont-Ferrand et Saint-Étienne et les trains les plus rapides mettaient 2 h 48 pour relier les deux gares. En 1992, ce temps est porté à 2 h 8 pour trois allers-retours avec un renfort le vendredi.
Au début des années 2000, il y avait cinq allers-retours, dont les plus rapides reliaient les deux préfectures en 1 h 55.
Depuis le 26 avril 2014, compte tenu de la dégradation du service apporté par les deux régions Auvergne et Rhône-Alpes et le désistement de RFF d'effectuer des travaux sur la ligne pour assurer la pérennité de la section empruntée uniquement par les trains Clermont-Ferrand – Saint-Étienne, un train parmi les cinq en circulation dans chaque sens en semaine a été supprimé. Il fallait alors 2 h 30 en moyenne pour relier ces deux gares.
Le mauvais état de l'infrastructure entre Thiers et Montbrison a contraint SNCF Réseau à suspendre les circulations sur cette ligne le 29 mai 2016 entre Thiers et Boën-sur-Lignon, puis le 2 juillet entre Boën et Montbrison, d'abord à titre provisoire pour trois mois en raison de problèmes de dilatation des rails liés aux fortes chaleurs. La remise en état coûterait 75 millions d'euros. Le dernier train mettait 2 h 38 pour relier les deux préfectures ; le service a été progressivement remplacé par des autocars qui ne desservent pas toutes les gares du parcours et provoquent des détours, ce qui amène à ce qu'un trajet Clermont-Ferrand - Saint-Étienne dure désormais plus de 3 heures.

#### Réouverture partielle entre Montbrison et Boën-sur-Lignon
Après une annonce le 3 novembre 2016 et deux ans de travaux pour un montant de 8,3 millions d'euros, financés par les collectivités locales et réalisés par SNCF Réseau, la section Boën-sur-Lignon - Montbrison a été rouverte à la circulation des trains le 9 décembre 2018.

## Caractéristiques

### Infrastructure

#### Signalisation
La ligne est équipée en BAPR de Clermont-Ferrand à Thiers et à l'approche de Saint-Just-sur-Loire, en BM entre Montbrison et l'approche de Saint-Just et en cantonnement téléphonique de Thiers à Montbrison.
Elle n'est pas équipée du contrôle de vitesse par balises (KVB). Liaisons avec les trains : GSM-GFU.

#### Évitements
La ligne étant à voie unique sur la totalité de son parcours, les trains se croisent dans les gares d'Aulnat-Aéroport, Vertaizon, Lezoux, Pont-de-Dore, Thiers, Noirétable, Boën et Montbrison. La gare de Saint-Romain-le-Puy est concernée, mais avec la suppression de l'agent de circulation prévue en décembre 2024, cela peut être remis en cause et une pétition concernant cette baisse d'effectif recueillait en mai 2024 plus de 11 000 signatures.

## Exploitation
En 2019, seuls des TER Auvergne-Rhône-Alpes reliant Clermont-Ferrand à Thiers d'une part et Montbrison (voire Boën) à Saint-Étienne d'autre part utilisent en partie la ligne. La relation Clermont-Ferrand – Saint-Étienne-Châteaucreux n'est désormais plus assurée que par autocar ; jusqu'en 2014, il subsistait cinq allers et retours par jour en semaine assurés en train ; au service d'été 2014, il n'en existait plus que trois, les deux autres ayant été remplacés par des autocars.
Les gares de Chabreloche et de Noirétable sont les deux arrêts restants pour la section utilisable uniquement en version routière.

### Côté Puy-de-Dôme (ex-TER Auvergne)
Des trains omnibus relient les gares de Clermont-Ferrand et de Thiers. Ils desservent Aulnat-Aéroport, Pont-du-Château, Vertaizon, Lezoux et Pont-de-Dore.
En 2012, Vertaizon était le terminus de trois trains, venant renforcer la desserte périurbaine de l'est clermontois, avec des relations directes vers Durtol. L'incendie survenu dans un local de la gare de Durtol début 2012, puis la fermeture de la ligne de Volvic pour travaux de modernisation, ont mis un terme à cette amélioration de la desserte. Pont-de-Dore a aussi été terminus d'un train. Ces renforts ont été supprimés lors du passage au service annuel 2013 en raison des travaux de modernisation de la gare de Clermont-Ferrand.
En 2014, il existait neuf allers et retours en semaine, et un seul train en provenance de Thiers était prolongé à Volvic.

### Côté Loire (ex-TER Rhône-Alpes)
Sur le réseau TER Rhône-Alpes, il existe des trains omnibus reliant les gares de Montbrison et de Saint-Étienne-Châteaucreux. Ceux-ci desservent les gares de Saint-Romain-le-Puy, Sury-le-Comtal, Bonson, Andrézieux, La Fouillouse et La Terrasse (certains trains sont prolongés aux heures de pointe jusqu'à Boën), à raison de onze allers et retours par jour en semaine, en 2014.

## Mobilisation pour la réouverture entre Thiers et Boën-sur-Lignon
Le 25 septembre 2020, est créé en mairie de Noirétable le Collectif ferroviaire Clermont-Ferrand Thiers Boën Saint-Étienne Lyon pour demander la réouverture de la section Thiers Boën-sur-Lignon. 28 communes, 2 départements, 3 communautés de communes et une métropole soutiennent la réouverture.

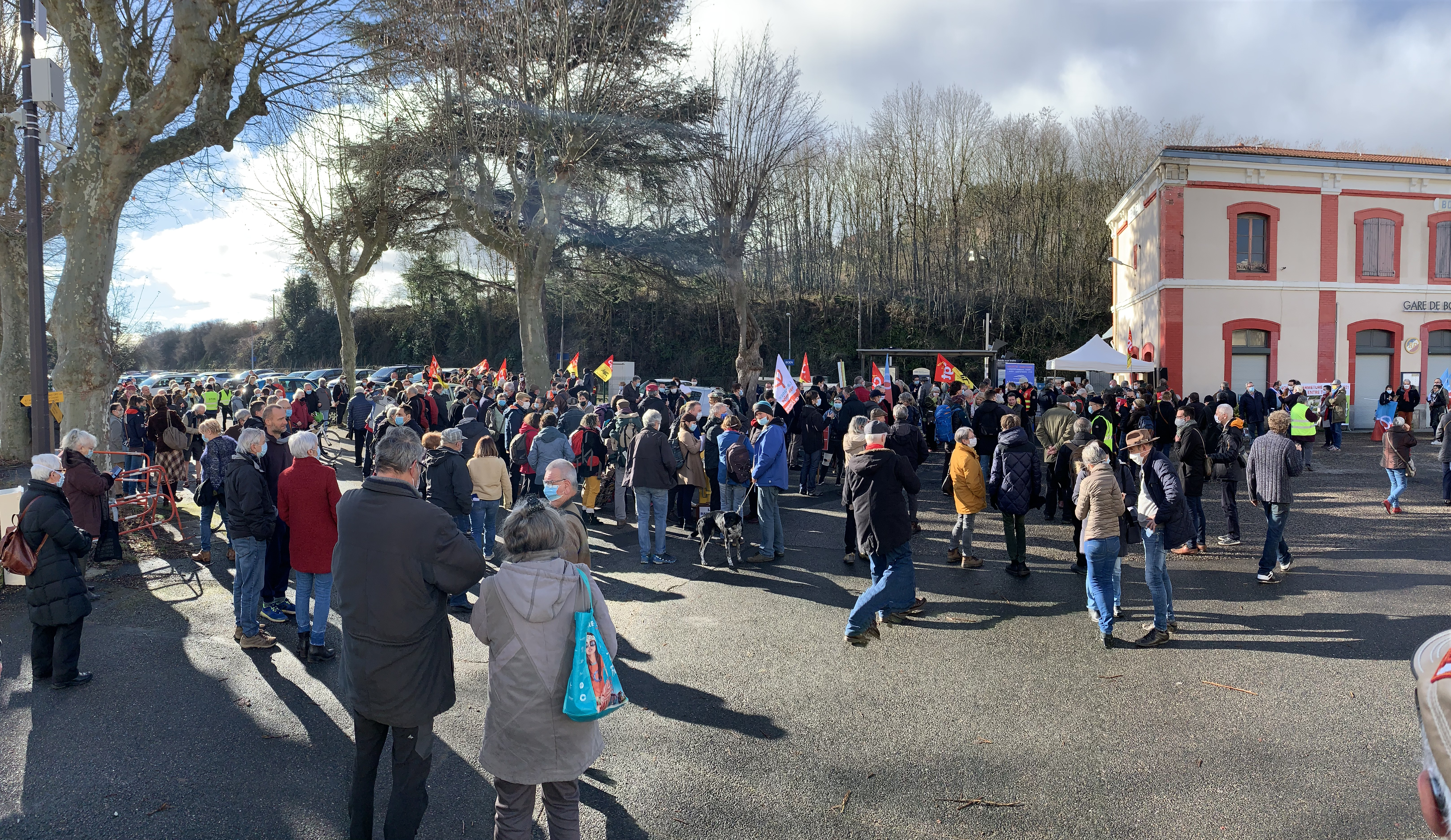
Mobilisation en gare de Boën le 31 janvier 2021

À l’initiative du collectif, le 31 janvier 2021, une mobilisation a réuni entre 300 et 400 personnes dont de nombreux élus locaux, régionaux et syndicats en gare de Boën-sur-Lignon afin d’empêcher le déclassement de la section ferroviaire entre Thiers et Boën-sur-Lignon qui supprimerait définitivement la ligne de Clermont-Ferrand à Saint-Étienne.
Les 23 février 2021 , un amendement présenté par l’exécutif de la région Auvergne-Rhône-Alpes est adopté à l’unanimité en séance plénière. Cet amendement mentionne notamment la commande d’une étude par la région, la préservation des infrastructures et le non-déclassement de la section Thiers Boën-sur-Lignon.
Le 1er février 2022, l’association loi de 1901 LeTrain634269 est créée, son siège social est situé en mairie de Noirétable. Elle vient à la suite du Collectif Ferroviaire Clermont-Ferrand Thiers Boën Saint-Étienne Lyon et organise notamment La Grande Marche du Train les 26 et 27 mars 2022.

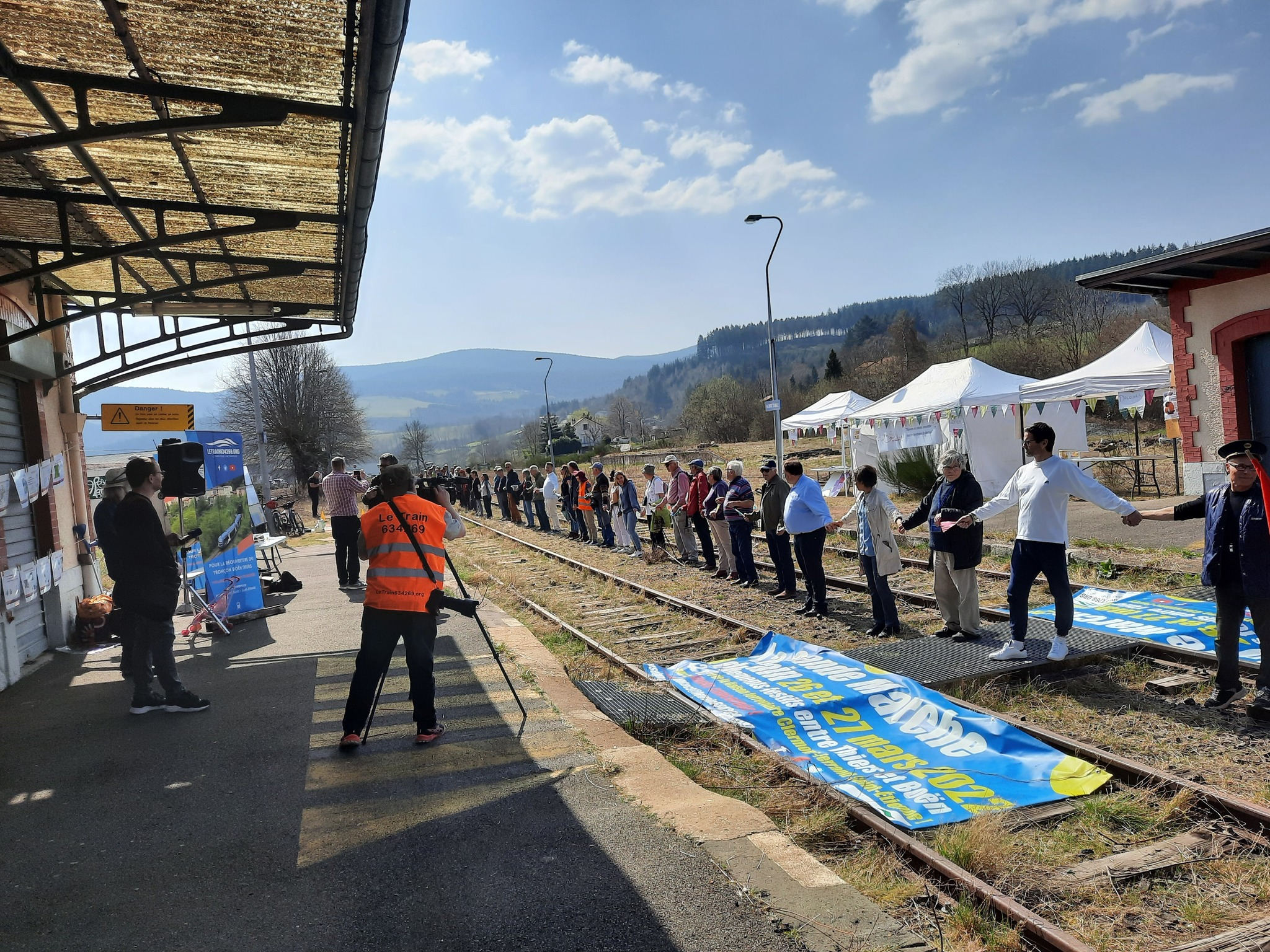
Chaine humaine en gare de Noirétable le 27 mars 2022 lors de la Grande Marche du Train.

L’étude est lancée le 21 mars 2022, elle est financée à hauteur de 296 500 euros par la région sur le Plan de relance Auvergne. L’étude est commandée à SNCF Réseau qui est chargé du volet technique et financier. L’étude d’opportunité est confiée au CEREMA (Établissement public sous la tutelle du ministère de la Transition écologique).
Le 13 février 2023, le sujet est abordé dans l'émission Sur le front sur France 5, présentée par Hugo Clément, dont le thème est Pourquoi le train est-il toujours plus cher ?. L'émission sera suivie par 850 000 téléspectateurs.
Quelques semaines avant la restitution de l'étude, l'association LeTrain634269 présente son scénario de desserte optimisée (scénario 3 bis) entre Clermont-Ferrand et Saint-Étienne avec une desserte rapide Clermont – Saint-Étienne cadencée toutes les 2 heures avec un temps de parcours d'environ 2 heures environ et 8 arrêts intermédiaires afin d'assurer une desserte fine de territoire.

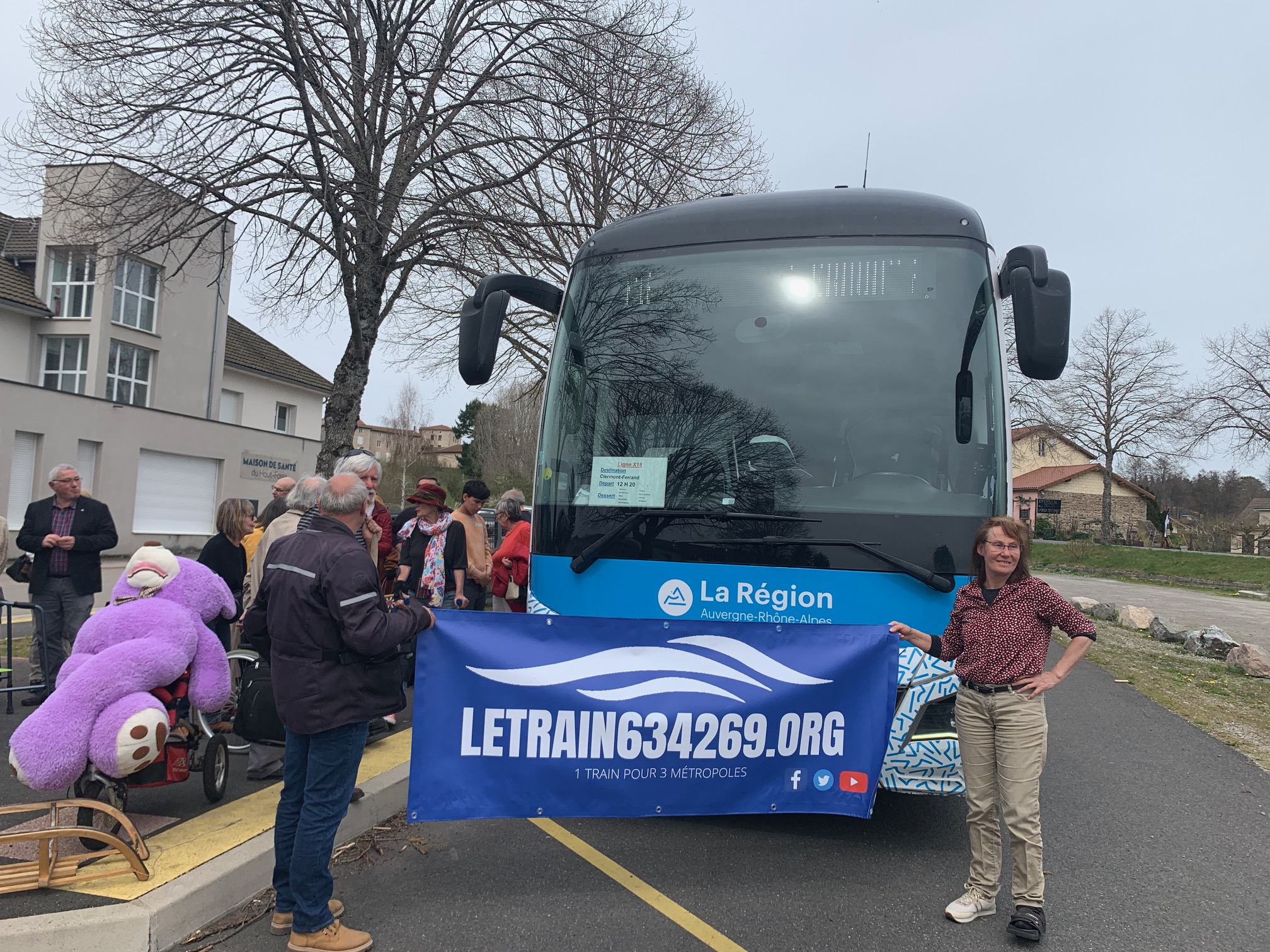
Des militants de l'association LeTrain634269 devant le car immobilisé de la région Auvergne-Rhône-Alpes le 6 avril 2024 pour sensibiliser à l’accessibilité,,.

Lors de la restitution de l'étude, le 15 mai 2023 à l'hôtel de région de Clermont-Ferrand, 3 scénarios de desserte sont proposés par le CEREMA dont un scénario 100% ferroviaire qui permettrait de réaliser une économie d’exploitation d’un million d’euros par an par rapport à une offre de cars renforcée entre Clermont-Ferrand et Saint-Étienne. Le montant de la régénération de la section Thiers Boën-sur-Lignon est estimé – hors signalisation – à près de 102 millions d’euros dont 67 millions d'euros pour la voie ferrée selon SNCF Réseau.
Le 19 octobre 2023, le ministre délégué aux transports Clément Beaune déclare à France Bleu Pays d'Auvergne que l’État était prêt à participer techniquement et financièrement la  réouverture mais qu'en matière de transport de voyageurs, c’est à la région Auvergne Rhône-Alpes de le décider en tant qu'autorité organisatrice des mobilités.

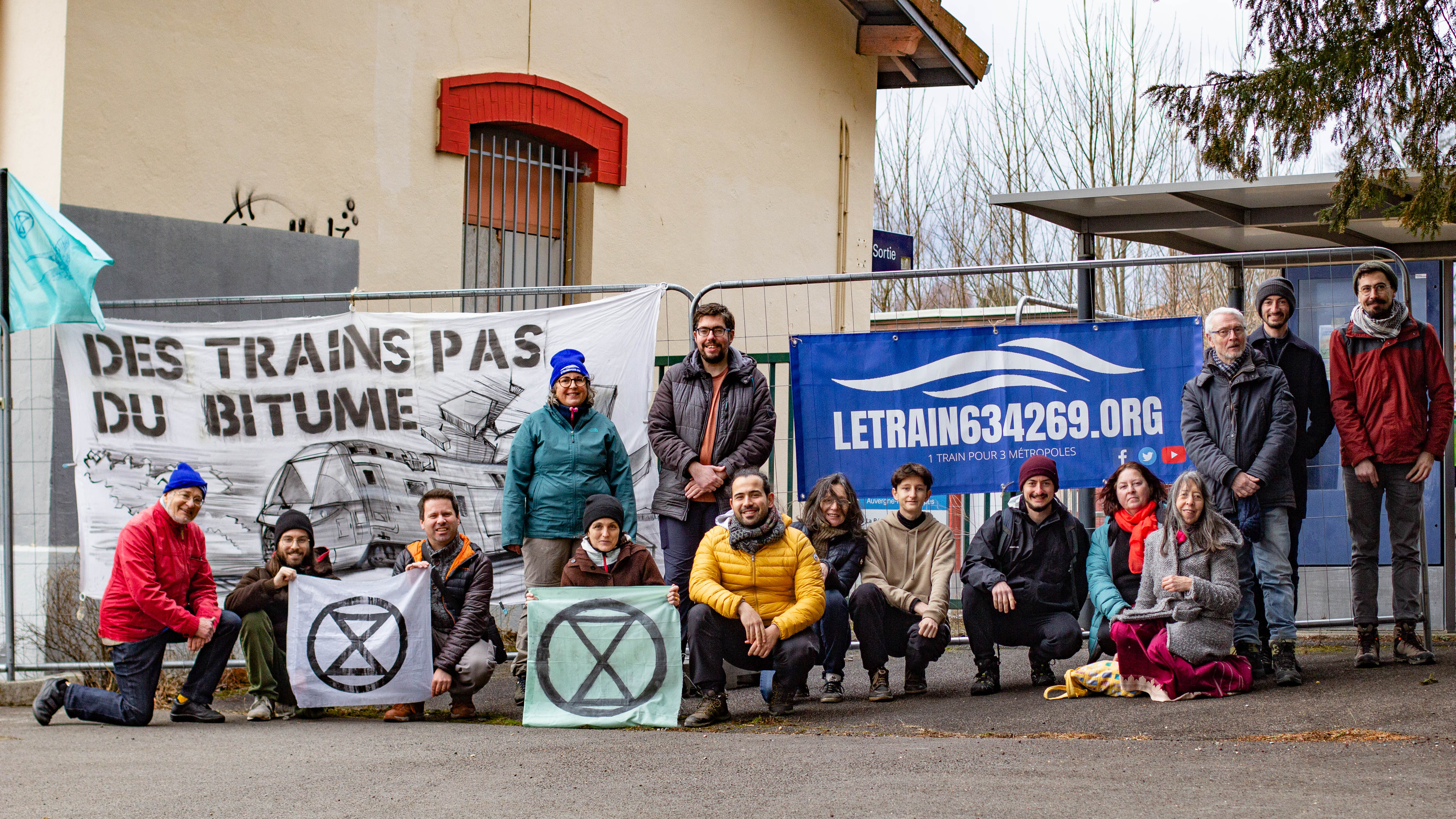
Les militants de l'association LeTrain634269 et d'Extinction Rebellion Saint-Étienne devant le bâtiment de la gare de Noirétable le 25 janvier 2025.

Le 25 janvier 2025, l'association LeTrain634269 et Extinction Rebellion Saint-Étienne ont uni leurs forces pour organiser une opération de débroussaillage sur le site de la gare de Noirétable, point culminant de la ligne ferroviaire, située à 722 mètres d'altitude. Cette action symbolique avait pour objectif de dénoncer l'inaction de la Région Auvergne-Rhône-Alpes, en tant qu'Autorité Organisatrice des Mobilités, ainsi que celle de l'État. Ces derniers n'ont en effet toujours pas donné mandat à SNCF Réseau, gestionnaire de l'infrastructure, pour initier les travaux nécessaires à la réouverture de la ligne et à la reprise de la circulation des trains entre Clermont-Ferrand et Saint-Étienne.

## Tentative de démantèlement de 2 passages à niveau dans la Loire le 15 juillet 2024

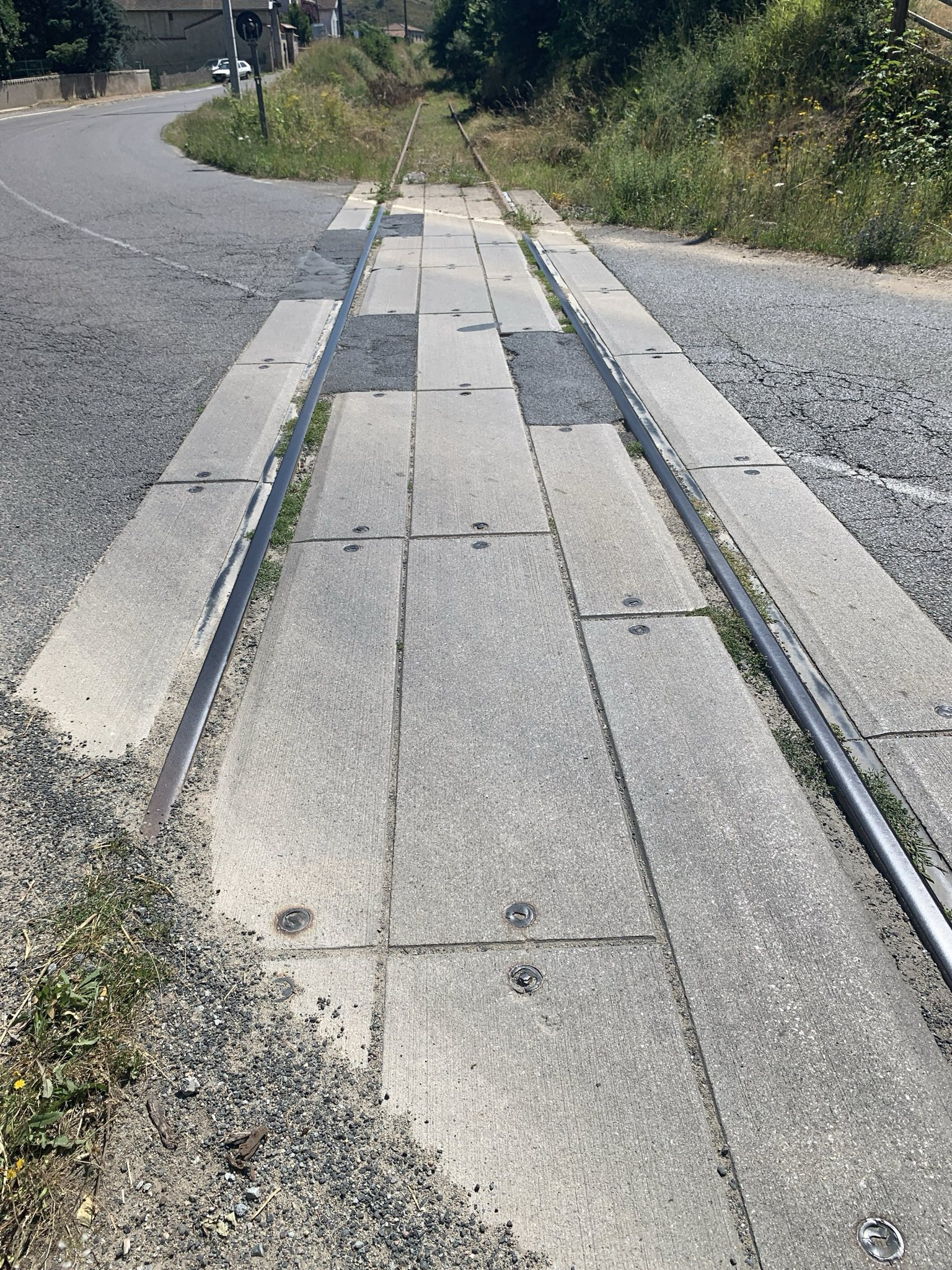
Passage à niveau n°74 sur la commune de Leigneux dans la Loire (9 juillet 2024)

Le 15 juillet 2024, SNCF Réseau avait prévu de faire disparaitre 2 passages à niveau dans la Loire par le bitumage de la plateforme et la disparation des rails au motif que ceux-ci constituaient une urgence sécuritaire.
Avertis une semaine avant le début des travaux, cette annonce, sans concertation des acteurs économiques locaux a suscité une indignation générale dans le secteur de la commune de Leigneux puisque la durée des travaux devaient durer une semaine générant ainsi de longs détours routiers.
Les travaux qui devaient être réalisés par SNCF Réseau n'ont pu avoir lieu sous la pression de l'association Letrain634269 et des risques juridiques encourus.
Lors de la conférence de presse organisée par l'association LeTrain634269 au niveau du passage à niveau 74 dans la commune de Leigneux (Loire), il a été rappelé que ces travaux prévus étaient illégaux.
En effet, une décision rendue par un arrêt de la Cour Administrative d'Appel de Lyon en date du 21 septembre 2023  constate l'illégalité du goudronnage des passages à niveau sur une ligne non déclassée et non fermée.